# Katinka Haltvik
Katinka Haltvik Blåsmo (* 18. Juli 1991) ist eine norwegische Handballspielerin, die dem Kader der norwegischen Beachhandballnationalmannschaft angehört.

## Karriere
Katinka Haltvik spielte ab dem Jahre 1996 im Jugendbereich von Byåsen IL. Im Oktober 2008 gab die Rückraumspielerin ihr Debüt in der höchsten norwegischen Spielklasse für die Damenmannschaft von Byåsen IL. 2010 wechselte sie zu Selbu IL. Bei Selbu lief sie unter anderem mit ihrer Mutter Trine Haltvik, der Welthandballerin des Jahres 1998, auf. Ab dem Sommer 2014 lief Haltvik für den norwegischen Erstligisten Oppsal IF auf. Nachdem Haltvik verletzungsbedingt ausgefallen war, wurde sie im Januar 2015 bis zum Saisonende an Gjerpen IF ausgeliehen, um wieder Spielpraxis zu sammeln. Nachdem Haltvik anschließend eine weitere Saison für Gjerpen aufgelaufen war, schloss sie sich Aker Topphåndball an. Mit Aker stieg sie 2019 in die höchste norwegische Spielklasse auf. Im Sommer 2020 brachte sie eine Tochter zur Welt. Ab dem Jahr 2021 lief sie für den norwegischen Drittligisten Kjelsås IL auf. Ein Jahr später wechselte sie zum Viertligisten Ullern IF.
Haltvik läuft seit 2014 für die norwegischen Beachhandballnationalmannschaft auf. Bei der Beachhandball-Weltmeisterschaft 2014 gewann sie die Bronzemedaille. Ein Jahr später errang sie mit Norwegen die Silbermedaille bei der Beachhandball-Europameisterschaft. Nachdem Haltvik 2016 erneut die Bronzemedaille bei der Beachhandball-WM gewonnen hatte, folgte ein Jahr später die Goldmedaille bei der Beachhandball-EM. Weiterhin nahm sie an den World Games 2017 teil. 2018 stand sie im Finale der Beachhandball-WM, das Norwegen im Shootout gegen Griechenland verlor.
Haltvik gewann 2016 mit Utleira IL die norwegische Beachhandball-Meisterschaft. Sechs Jahre später gewann sie mit Ullern erneut die norwegische Beachhandballmeisterschaft.
Haltvik übernahm im Jahr 2021 das Traineramt der norwegischen Beachhandballnationalmannschaft der Mädchen.